# دوري قرغيزستان لكرة القدم 2003
دوري قيرغيزستان لكرة القدم 2003 هو الموسم 12 من دوري قيرغيزستان لكرة القدم. كان عدد الأندية المشاركة فيه 18، وفاز فيه FC Alga Bishkek ‏.